# Демон на Максуел
Демонът на Максуел е мисловен експеримент, представляващ привиден парадокс, свързан с втория принцип на термодинамиката. Представен от Джеймс Кларк Максуел, експериментът цели да докаже, че „вторият принцип на термодинамиката има само статистически смисъл“, т.е. че макар и статистически в повечето случаи той да е изпълнен, могат да бъдат конструирани термодинамични системи, в които вторият принцип на термодинамиката да не е верен.
Максуел дава следната картина за мисловния експеримент: нужно е да си представим съд с газ в термодинамично равновесие, по средата на който поставяме идеално непропусклива мембрана. Единственото място, през което молекули газ могат да преминават от едната част на съда в другата е малък процеп, до който стои микроскопично същество — т. нар. „Демон на Максуел“ — което притежава разум. Когато дадена молекула стигне до процепа, според скоростта на молекулата съществото от експеримента решава дали да я изпрати в едната или в другата част на съда. Ако съществото изпраща бързите молекули в едната, а бавните молекули в другата част на съда, то тогава температурата в първата част ще се повишава, а във втората ще спада, тоест потокът топлина ще бъде насочен от по-студената термодинамична система към по-топлата, противно на изискванията на втория принцип.
Парадоксът бива разрешен, ако отчетем факта, че вторият принцип на термодинамиката не изключва локално понижение на ентропията, а изисква единствено повишение на глобалната ентропия. В случая с демона на Максуел трябва да се отчете, че за да може да понижи локално ентропията в двете части на съда, демонът трябва да е способен да измери скоростите на всяка молекула и да вземе индивидуално решение за това дали да пропусне или не дадена молекула. Целият този процес изисква разход на енергия и повишаване на ентропията с по-голяма абсолютна стойност от намалението на ентропията в целия съд. Така макар и локално (в съда) ентропията да намалява, ентропията в цялата система (демон+съд) се увеличава, точно както го изисква вторият принцип.